# 小泉萩子
小泉 萩子（こいずみ あきこ）は、日本の作詞家。

## 主な作品
- 『笛吹く女（歌曲集）』[1] - 作曲：鈴木大八郎[2]。 2000.11
- 『笛吹く女』 1961
- 『まわり舞台』 1961
- 『冬から春へ : 詩集』 石田大成社 1961.1
- 『あいとかなしみと』 1960
- 静岡大学教育学部附属静岡中学校の生徒会の歌(作詞) - 作曲：永島和子